# Parapurcellia peregrinator
Parapurcellia peregrinator - gatunek kosarza z podrzędu Cyphophthalmi i rodziny Pettalidae.

## Występowanie
Gatunek endemiczny dla Republiki Południowej Afryki, gdzie występuje w prowincji Mpumalanga.